# NGC 3281
NGC 3281 ist eine Balken-Spiralgalaxie vom Hubble-Typ SBab im Sternbild Luftpumpe am Südsternhimmel. Sie ist schätzungsweise 133 Millionen Lichtjahre von der Milchstraße entfernt.
Das Objekt wurde am 2. Mai 1834 vom britischen Astronomen John Herschel entdeckt.

## NGC 3281-Gruppe (LGG 203)
| Galaxie   | Alternativname | Entfernung / Mio. Lj |
| --------- | -------------- | -------------------- |
| NGC 3249  | PGC 30657      | 142                  |
| NGC 3281  | PGC 31090      | 133                  |
| NGC 3257  | PGC 30849      | 133                  |
| NGC 3275  | PGC 31014      | 131                  |
| PGC 30716 | ESO 375-26     | 130                  |
| PGC 31160 | ESO 375-62     | 126                  |
| PGC 31348 | ESO 375-69     | 131                  |